# ワコープロ
株式会社ワコープロは、アニメーション作品の版権管理を主な事業内容とする日本の企業。かつては、テレビアニメや劇場用アニメ作品の企画・制作を行っていた。

## 概要
電通映画社（現・電通テック）の特撮カメラマン出身の高橋澄夫が、1965年に「和光プロ」（わこうプロ）として設立。設立当初はCM制作の他、タツノコプロ作品、サンライズスタジオ作品などの下請け制作をしていたが、1975年、初の自社元請作品として『アンデス少年ペペロの冒険』を企画・制作した。翌1976年、『妖怪伝 猫目小僧』放送中に社名を「和光プロダクション」（わこうプロダクション）へと変更。
1987年頃、オランダのテレビ制作会社「テレスクリーン」が日本法人を設立。同社がテレビアニメを製作するにあたって当社と業務提携し、以降は同社が企画した作品のアニメーション制作が主な業務となった。
1989年、社名を「テレ・イメージ」に変更。
1992年に制作した『カリメロ（第2作目）』を最後に、アニメーション制作事業より撤退した。
1993年より現在の社名に改称。現在は、過去に制作した作品の版権管理が主な事業である。
和光プロダクションとは、人的・資本関係は一切ない。

## 作品履歴

### テレビアニメ
| 開始年 | 放送期間         | タイトル                 | 備考                    |
| ------ | ---------------- | ------------------------ | ----------------------- |
| 1975年 | 10月 - 1976年3月 | アンデス少年ペペロの冒険 |                         |
| 1976年 | 4月 - 9月        | 妖怪伝 猫目小僧          |                         |
| 1977年 | 3月 - 12月       | 合身戦隊メカンダーロボ   |                         |
| 1980年 | 10月 - 1981年7月 | ほえろブンブン           |                         |
| 1982年 | 4月 - 1984年3月  | 野生のさけび             |                         |
| 1991年 | 2月 - 7月        | 人魚姫 マリーナの冒険    | 共同制作:テレスクリーン |
| 1992年 | 10月 - 1993年9月 | カリメロ（第2作）        | 制作協力:三井物産       |

### 劇場映画
- ケンタウロスの伝説（1985年）

### 制作協力
| 放送年 | タイトル                                      | 制作元請           | 備考                                                        |
| ------ | --------------------------------------------- | ------------------ | ----------------------------------------------------------- |
| 1972年 | ハゼドン                                      | 創映社             | -1973年、制作協力、共同制作:サンライズスタジオ              |
| 1974年 | 昆虫物語 新みなしごハッチ                     | タツノコプロ       | 撮影、制作協力、共同制作:土田プロダクション、アートスタジオ |
| 1977年 | 激走!ルーベンカイザー                         | 東映               | -1978年、制作協力、アニメーション制作:グリーン・ボックス    |
| 1982年 | 新みつばちマーヤの冒険                        | 日本アニメーション | -1983年、制作協力                                           |
| 1987年 | げらげらブース物語                            | テレスクリーン     | -1988年、制作協力                                           |
| 1988年 | どんどんドメルとロン                          | テレスクリーン     | -1989年、制作協力                                           |
| 1989年 | 小さなアヒルの大きな愛の物語 あひるのクワック | テレスクリーン     | -1990年、制作協力、共同制作:ビジュアル80                    |
| 1989年 | Star Street                                   | テレスクリーン     | -1990年、制作協力、共同制作:ビジュアル80                    |
| 1990年 | 楽しいムーミン一家                            | テレスクリーン     | -1991年、制作協力、共同制作:ビジュアル80                    |
| 1991年 | 楽しいムーミン一家 冒険物語                   | テレスクリーン     | -1992年、制作協力                                           |
| 1992年 | ヨーヨーの猫つまみ                            | テレスクリーン     | 制作協力、共同制作:ビジュアル80                             |